# Fußball-Weltmeisterschaft der Frauen 2019/China
Dieser Artikel behandelt die chinesische Fußballnationalmannschaft der Frauen bei der Fußball-Weltmeisterschaft der Frauen 2019 in Frankreich. Die Volksrepublik China nahm zum siebten Mal an der Endrunde teil. Dabei benötigte sie die wenigsten Spiele um sich zu qualifizieren: nach zwei Spielen stand durch das Erreichen des Halbfinales der Asienmeisterschaft die WM-Teilnahme fest. Die restlichen Spiele bei der Asienmeisterschaft dienten nur noch zur Ermittlung der Platzierung. Bei der WM erreichte die Mannschaft erstmals nicht das Viertelfinale.

## Qualifikation
Als Qualifikation zur WM-Endrunde für die asiatischen Mannschaften diente wie zuvor die Asienmeisterschaft, die 2018 in Jordanien ausgetragen wurde. Als Dritter der vorherigen Austragung war die VR China automatisch qualifiziert.
Für die Meisterschaft nominierte Nationaltrainer Sigurður Ragnar Eyjólfsson 23 Spielerinnen, darunter 14 Spielerinnen, die schon zum Kader für die WM 2015 gehört hatten.
Die chinesische Mannschaft kam im ersten Spiel zu einem 4:0-Sieg gegen Thailand. Dem folgte ein 3:0 gegen die Philippinen, wodurch sich die Mannschaft schon für das Halbfinale und damit als erste Mannschaft nach Gastgeber Frankreich für die WM qualifizierte. Im abschließenden Gruppenspiel wurde Gastgeber Jordanien mit 8:1 geschlagen. Gegner im Halbfinale war Titelverteidiger Japan. Die Chinesinnen gerieten in der 39. Minute in Rückstand. Weitere Tore fielen erst in der Schlussphase in der zunächst die Japanerinnen zwei Tore nachlegten, ehe China in der 90. Minute auf 1:3 verkürzte. Im Spiel um Platz 3 war wieder Auftaktgegner Thailand der Gegner und die Chinesinnen sicherten sich mit einem 3:1 wie vier Jahre zuvor den dritten Platz. 
Im Turnier wurden lediglich die beiden Ersatztorhüterinnen nicht eingesetzt, acht Spielerinnen machten alle fünf Spiele mit.
Insgesamt erzielten die chinesischen Spielerinnen 18 Tore und profitierten zudem von einem Eigentor einer Jordanierin im Gruppenspiel. Die meisten Tore für die chinesische Mannschaft erzielten Li Ying (7, die damit Torschützenkönigin des Turniers wurde), Song Duan sowie Wang Shuang (je 4). Insgesamt trafen sechs chinesische Spielerinnen beim Turnier ins Tor.

### Gruppenspiele
| Pl. | Land        | Sp. | S | U | N | Tore    | Diff. | Punkte |
| --- | ----------- | --- | - | - | - | ------- | ----- | ------ |
| 1.  | VR China    | 3   | 3 | 0 | 0 | 015:100 | +14   | 09     |
| 2.  | Thailand    | 3   | 2 | 0 | 1 | 009:600 | +3    | 06     |
| 3.  | Philippinen | 3   | 1 | 0 | 2 | 003:700 | −4    | 03     |
| 4.  | Jordanien   | 3   | 0 | 0 | 3 | 003:160 | −13   | 0      |

| 6. April 2018, Amman International Stadium in Amman  |   |          |           |                                                                                                 |
| VR China                                             | – | Thailand | 4:0 (0:0) | Song Duan (2), Wang Shuang, Li Ying                                                             |
| 9. April 2018, King Abdullah II Stadium in Amman     |   |          |           |                                                                                                 |
| Philippinen                                          | – | VR China | 0:3 (0:2) | Li Ying (2), Ma Jun                                                                             |
| 12. April 2018, Amman International Stadium in Amman |   |          |           |                                                                                                 |
| Jordanien                                            | – | VR China | 1:8 (1:2) | Wang Shuang (3), Li Ying (2), Song Duan, Tang Jiali, Yasmeen Khair (Eigentor); Sarah Abu-Sabbah |

### Halbfinale
| 17. April 2018 | VR China | – | Japan | 1:3 (0:1) | Li Ying; Yokoyama (2), Iwabuchi |

### Spiel um Platz 3
| 20. April 2018 | VR China | – | Thailand | 3:1 (0:0) | Li Ying, Wang Shanshan, Song Duan; Rattikan Thongsombut |

## Vorbereitung
Im Juni 2018 reisten die Chinesinnen zu zwei Spielen in die USA, die sie mit 0:1 und 1:2 gegen den Weltmeister verloren. Im August nahmen sie an den Asienspielen teil und gewannen in der Gruppenphase gegen Hongkong 7:0, Tadschikistan 16:0 und Nordkorea mit 2:0. Im Halbfinale setzten sie sich mit 1:0 gegen die Republik China/Taiwan durch, verloren dann im Finale gegen Japan mit 0:1. Dabei standen auch 11 Spielerin aus dem Kader der Asienmeisterschaft im Aufgebot und Wang Shanshan wurde mit 12 Toren beste Torschützin. Im Oktober waren die Chinesinnen Gastgeber des Vier-Nationen-Turnier, das sie mit einem torlosen Remis gegen Portugal sowie Siegen gegen Finnland (2:1) und Thailand (2:0) gewannen. Anfang Dezember gewannen sie in der zweiten Qualifikationsrunde zur Ostasienmeisterschaft mit 10:0 gegen die Mongolei, 6:0 gegen Hongkong und 2:0 gegen die Republik China/Taiwan, wobei Wang Shanshan mit insgesamt sechs Toren beste Spielerin und ebenfalls beste Torschützin war.  Am 17. Januar besiegten die Chinesinnen beim Vier-Nationen-Turnier im Halbfinale in Wuhua Afrikameister Nigeria mit 3:0 und gewannen am 20. im Finale gegen Südkorea mit 1:0. Ende Februar/Anfang März nahm China wieder am Algarve-Cup teil und traf dort auf Dänemark und Norwegen. Nach zwei Niederlagen gegen die beiden europäischen Mannschaften trafen die Chinesinnen im Spiel um Platz 11 auf Europameister Niederlande. Hier verloren sie nach einem 1:1 das Elfmeterschießen mit 2:4 und belegten den letzten Platz. Am 4. April gewannen sie bei einem Vier-Nationen-Turnier in Wuhan im Halbfinale gegen Russland mit 4:1 und am 7. April das Finale gegen WM-Teilnehmer Kamerun mit 1:0. Am 31. Mai verloren die Chinesinnen in Créteil gegen WM-Gastgeber Frankreich mit 1:2.

## Kader
| Nr.                   | Spielerin              | Geburts- datum | Debüt | Verein                          | Länder- spiele | Länder- spieltore | Letzter Einsatz | WM-Spiele, -Tore | WM 2019 | WM 2019 | WM 2019     | WM 2019         | WM 2019    | WM 2019 |
| Nr.                   | Spielerin              | Geburts- datum | Debüt | Verein                          | Länder- spiele | Länder- spieltore | Letzter Einsatz | WM-Spiele, -Tore | Sp.     | Tor     | Gelbe Karte | Gelb-Rote Karte | Rote Karte |         |
| Tor                   | Tor                    | Tor            | Tor   | Tor                             | Tor            | Tor               | Tor             | Tor              | Tor     | Tor     | Tor         | Tor             | Tor        |         |
| --------------------- | ---------------------- | -------------- | ----- | ------------------------------- | -------------- | ----------------- | --------------- | ---------------- | ------- | ------- | ----------- | --------------- | ---------- | ------- |
| 1                     | Xu Huan                | 06.03.1999     | ?     | Beijing BSU                     | 001            | 0                 | ?               |                  |         |         |             |                 |            |         |
| 12                    | Peng Shimeng           | 12.05.1998     | 2017  | Jiangsu Suning FC               | 014            | 0                 | 31.05.2019      |                  | 4       |         |             |                 |            |         |
| 18                    | Bi Xiaolin             | 18.09.1989     | 2016  | Dalian Quanjian WFC             | 035            | 0                 | 04.03.2019      |                  |         |         |             |                 |            |         |
| Abwehr                |                        |                |       |                                 |                |                   |                 |                  |         |         |             |                 |            |         |
| 3                     | Liu Shanshan (劉杉杉)  | 16.03.1992     | 2014  | Beijing BSU                     | 109            | 01                | 31.05.2019      | 5 (2015)         | 3       |         | 1           |                 |            |         |
| 3                     | Lin Yuping             | 28.02.1992     | 2018  | Wuhan Jiangda Univ.             | 012            | 0                 | 31.05.2019      |                  | 4       |         |             |                 |            |         |
| 5                     | Wu Haiyan (吳海燕)     | 26.02.1993     | 2014  | Wuhan Jiangda Univ.             | 113            | 0                 | 31.05.2019      | 5 (2015)         | 4       |         |             |                 |            |         |
| 8                     | Li Jiayue (李佳悦)     | 08.06.1990     | 2014  | Shanghai WFC                    | 067            | 02                | 06.03.2019      | 0 (2015)         |         |         |             |                 |            |         |
| 13                    | Wang Yan               | 22.08.1991     | 2018  | Beijing BSU                     | 026            | 0                 | 31.05.2019      |                  | 3       |         |             |                 |            |         |
| 14                    | Wang Ying              | 18.11.1997     | 2019  | Wuhan Jiangda Univ.             | 003            | 0                 | 31.05.2019      |                  |         |         |             |                 |            |         |
| 16                    | Li Wen                 | 21.02.1989     | 2017  | Dalian Quanjian WFC             | 031            | 03                | 31.05.2019      |                  | 1       |         | 1           |                 |            |         |
| Mittelfeld            |                        |                |       |                                 |                |                   |                 |                  |         |         |             |                 |            |         |
| 06                    | Han Peng (韓鵬)        | 20.12.1989     | 2014  | Guangdong Huijun WFC            | 093            | 04                | 31.08.2018      | 5 (2015)         | 4       |         |             |                 |            |         |
| 19                    | Tan Ruyin (譚茹殷)     | 17.07.1994     | 2014  | Guangdong Huijun WFC            | 051            | 01                | 31.05.2019      | 5 (2015)         | 1       |         |             |                 |            |         |
| 20                    | Zhang Rui (張睿)       | 17.01.1989     | 2010  | Changchun Volkswagen Excellence | 144            | 24                | 31.05.2019      | 1 (2015)         | 4       |         |             |                 |            |         |
| 21                    | Yao Wei                | 01.09.1997     | 2017  | Wuhan Jiangda Univ.             | 013            | 03                | 31.05.2019      |                  | 4       |         |             |                 |            |         |
| 22                    | Luo Guiping            | 20.04.1993     | ?     | Guangdong Huijun WFC            | 001            | 0                 | ?               |                  |         |         |             |                 |            |         |
| 23                    | Liu Yanqiu             | 31.12.1995     | ?     | Wuhan Jiangda Univ.             | 002            | 0                 | ?               |                  |         |         |             |                 |            |         |
| Angriff               |                        |                |       |                                 |                |                   |                 |                  |         |         |             |                 |            |         |
| 04                    | Lou Jiahui (娄佳惠)    | 26.05.1991     | 2008  | Henan Jianye WFC                | 111            | 04                | 31.05.2019      | 4 (2015)         | 2       |         |             |                 |            |         |
| 07                    | Wang Shuang (王霜)     | 23.01.1995     |       | Paris Saint-Germain             | 095            | 26                | 31.05.2019      | 4 (2015)         | 4       |         | 1           |                 |            |         |
| 09                    | Yang Li                | 31.01.1991     | 2014  | Jiangsu Suning WFC              | 058            | 31                | 31.05.2019      |                  | 4       |         | 1           |                 |            |         |
| 10                    | Li Ying (李影)         | 07.01.1993     | 2014  | Guangdong Huijun WFC            | 107            | 26                | 31.05.2019      | 2 (2015)         | 3       | 1       |             |                 |            |         |
| 11                    | Wang Shanshan (王珊珊) | 27.01.1990     | 2014  | Dalian Quanjian WFC             | 131            | 45                | 31.05.2019      | 5,2 (2015)       | 4       |         | 1           |                 |            |         |
| 15                    | Song Duan              | 02.08.1995     | 2017  | Dalian Quanjian WFC             | 022            | 07                | 31.05.2019      |                  | 2       |         |             |                 |            |         |
| 17                    | Gu Yasha (古雅莎)      | 28.11.1990     | 2008  | Beijing BSU                     | 116            | 13                | 31.05.2019      | 2 (2015)         | 4       |         |             |                 |            |         |
| Trainerstab           |                        |                |       |                                 |                |                   |                 |                  |         |         |             |                 |            |         |
| Trainer               | Jia Xiuquan            | 09.11.1963     | 2018  | CFA                             |                |                   |                 |                  | 4       |         |             |                 |            |         |
| Anmerkungen: 1. 2. 3. |                        |                |       |                                 |                |                   |                 |                  |         |         |             |                 |            |         |

## Auslosung
Für die am 8. Dezember 2018 stattgefundene Auslosung der WM-Gruppen war China aufgrund der Platzierung in der FIFA-Weltrangliste vom 7. Dezember 2018 Topf 3 zugeteilt. Die Mannschaft konnte somit auf Weltmeister USA, Deutschland oder Gastgeber Frankreich treffen. Aufgrund des Modus konnte sie nicht auf eine der vier anderen Mannschaften des asiatischen Verbandes treffen. Letztlich wurde die Mannschaft von der ehemaligen deutschen Bundestrainerin Steffi Jones der deutschen Mannschaft zugelost. Zudem wurden Spanien und Südafrika in die einzige Gruppe ohne aktuellen Kontinentalmeister gelost.
China ist dritthäufigster Gegner der deutschen Frauen. In bisher 30 Spielen konnten die Chinesinnen achtmal gewinnen. Sechs Spiele endeten unentschieden, 16 wurden verloren, darunter mit 0:8 die höchste Niederlage überhaupt. Bei Weltmeisterschaften trafen beide erst einmal, im Halbfinale 1995 aufeinander und China verlor mit 0:1. Zuletzt trafen beide im Viertelfinale der Olympischen Spiele aufeinander und China verlor auch dieses Spiel mit 0:1. Den letzten Sieg gab es am 1. März 2006 in Homburg, wo die Chinesinnen mit 1:0 gewannen. Gegen Spanien gab es erst zwei Spiele, die im September 2015 auf heimischen Boden mit 1:3 und 1:2 verloren wurden. Gegen Südafrika gab es im September 2003 zwei hohe Heimsiege (8:0 und 13:0, höchster Sieg einer asiatischen gegen eine afrikanische Mannschaft), im Juli 2009 ein 5:0 in Amsterdam und in der Olympia-Vorrunde 2016 ein 2:0.

## Gruppenspiele
| Pl. | Land        | Sp. | S | U | N | Tore    | Diff. | Punkte |
| --- | ----------- | --- | - | - | - | ------- | ----- | ------ |
| 1.  | Deutschland | 3   | 3 | 0 | 0 | 006:000 | +6    | 09     |
| 2.  | Spanien     | 3   | 1 | 1 | 1 | 003:200 | +1    | 04     |
| 3.  | VR China    | 3   | 1 | 1 | 1 | 001:100 | ±0    | 04     |
| 4.  | Südafrika   | 2   | 0 | 0 | 2 | 001:800 | −7    | 0      |

| Sa., 8. Juni 2019 in Rennes    |   |          |           |
| Deutschland                    | – | VR China | 1:0 (0:0) |
| Do., 13. Juni 2019 in Paris    |   |          |           |
| Südafrika                      | – | VR China | 0:1 (0:1) |
| Mo., 17. Juni 2019 in Le Havre |   |          |           |
| VR China                       | – | Spanien  | 0:0       |

## K.o.Runde
| Di., 25. Juni 2019 in Montpellier |   |          |           |
| Italien                           | – | VR China | 2:0 (1:0) |

## Auszeichnungen
- Li Ying – Spielerin des Spiels beim Gruppenspiel China gegen Südafrika (1:0)
- Peng Shimeng – Spielerin des Spiels beim Gruppenspiel China gegen Spanien (0:0)